# Atami-Bahn
| Dampflok auf der Atami-Bahn (ca. 1920) |                                   |                   |                   |
| Streckenlänge: | 25,3 km                           |                   |                   |
| Spurweite: | 610 mm / 762 mm                   |                   |                   |
| |                                   |                   |                   |
| Gesellschaft: | Zusō Jinsha Tetsudō Atami Tetsudō |                   |                   |
| \| \| 0,0 \| Odawara (小田原) \| Odawara (小田原) \| \| \| \| Hayakawa (早川) \| \| \| \| \| Ishibashi (石橋) \| \| \| \| \| Komekami (米神) \| \| \| \| \| Nebukawa (根府川) \| \| \| \| \| Kōnoura (江ノ浦) \| \| \| \| \| Nagasaka (長坂) \| \| \| \| \| Ōchōba (大丁場) \| \| \| \| \| Iwamura (岩村) \| \| \| \| \| Manazuru (真鶴) \| \| \| \| \| Yoshihama (吉浜) \| \| \| \| \| Yugawara (湯河原) \| \| \| \| \| Imamura (稲村) \| \| \| \| \| Izuyama (伊豆山) \| \| \| \| 25,3 \| Atami (熱海) \| Atami (熱海) \| |                                   |                   |                   |
| Kopfbahnhof Streckenanfang (Strecke außer Betrieb) | 0,0                               | Odawara (小田原)  | Odawara (小田原)  |
| Bahnhof (Strecke außer Betrieb) |                                   | Hayakawa (早川)   | Hayakawa (早川)   |
| Bahnhof (Strecke außer Betrieb) |                                   | Ishibashi (石橋)  | Ishibashi (石橋)  |
| Bahnhof (Strecke außer Betrieb) |                                   | Komekami (米神)   | Komekami (米神)   |
| Bahnhof (Strecke außer Betrieb) |                                   | Nebukawa (根府川) | Nebukawa (根府川) |
| Bahnhof (Strecke außer Betrieb) |                                   | Kōnoura (江ノ浦)  | Kōnoura (江ノ浦)  |
| Bahnhof (Strecke außer Betrieb) |                                   | Nagasaka (長坂)   | Nagasaka (長坂)   |
| Bahnhof (Strecke außer Betrieb) |                                   | Ōchōba (大丁場)   | Ōchōba (大丁場)   |
| Bahnhof (Strecke außer Betrieb) |                                   | Iwamura (岩村)    | Iwamura (岩村)    |
| Bahnhof (Strecke außer Betrieb) |                                   | Manazuru (真鶴)   | Manazuru (真鶴)   |
| Bahnhof (Strecke außer Betrieb) |                                   | Yoshihama (吉浜)  | Yoshihama (吉浜)  |
| Bahnhof (Strecke außer Betrieb) |                                   | Yugawara (湯河原) | Yugawara (湯河原) |
| Bahnhof (Strecke außer Betrieb) |                                   | Imamura (稲村)    | Imamura (稲村)    |
| Bahnhof (Strecke außer Betrieb) |                                   | Izuyama (伊豆山)  | Izuyama (伊豆山)  |
| Kopfbahnhof Streckenende (Strecke außer Betrieb) | 25,3                              | Atami (熱海)      | Atami (熱海)      |

Die Atami-Bahn (jap. 熱海鉄道, Atami Tetsudō) war eine Überlandstraßenbahn auf der japanischen Insel Honshū. Entlang der Sagami-Bucht verband sie Odawara in der Präfektur Kanagawa mit Atami in der Präfektur Shizuoka. Sie wurde 1895 als handbetriebene Bahn eröffnet und 1907 zu einer Dampfstraßenbahn umgebaut. 1923 musste der Betrieb nach dem Großen Kantō-Erdbeben eingestellt werden.

## Geschichte

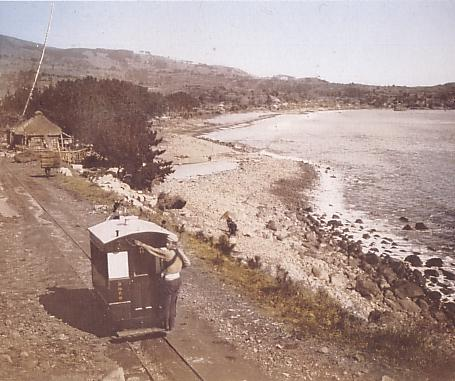
Handbetriebene Bahn (um 1900)

Atami war seit Jahrhunderten für seine heißen Quellen berühmt, lag aber nicht am Tōkaidō, der wichtigsten Post- und Handelsstraße Japans. Die in den 1870er und 1880er Jahren erbaute Tōkaidō-Hauptlinie führte im Gegensatz zu heute nicht durch die Stadt, sondern machte einen großen Umweg um das Hakone-Vulkanmassiv herum (diese Streckenführung entspricht der heutigen Gotemba-Linie). Der nächstgelegene Bahnhof Kōzu lag rund 30 km entfernt. Ab 1888 bestand eine Pferdebahnlinie von Kōzu nach Odawara, erbaut durch eine Vorgängergesellschaft der heutigen Hakone Tozan Tetsudō.
Es war zunächst geplant, diese Pferdebahn (Spurweite 1372 mm) von Odawara nach Atami weiterzuführen, doch kamen dafür nicht genügend Geldmittel zusammen. Der Unternehmer Amenomiya Keijirō schlug vor, stattdessen eine weitaus kostengünstigere handbetriebene Bahn mit einer Spurweite von zwei Fuß (610 mm) zu errichten. Die daraufhin gegründete Bahngesellschaft Zusō Jinsha Tetsudō (豆相人車鉄道) erhielt die Baugenehmigung im November 1890. Die Eröffnung des ersten Abschnitts von 10,4 km Länge zwischen Atami und Yoshihama erfolgte am 13. Juli 1895. Der 14,4 km lange Abschnitt von Yoshihama nach Odawara war ab 12. März 1896 in Betrieb. Schließlich kam am 20. Juni 1900 eine Verlängerung von 0,5 km in Odawara hinzu, um einen Anschluss an die mittlerweile elektrifizierte Straßenbahn Odawara herzustellen.
Die Kapazität der handbetriebenen Bahn war begrenzt. Gemäß dem Fahrplan von Februar 1900 verkehrte sie sechsmal täglich, wobei eine Fahrt bis zu drei Stunden und 40 Minuten dauerte. Obschon die Fahrgäste auf einzelnen Steigungsstrecken beim Schieben der Wagen mithalfen, waren die Fahrpreise vergleichsweise hoch. Die Zusō Jinsha Tetsudō benannte sich 1906 in Atami Tetsudō (熱海鉄道) um und begann im darauf folgenden Jahr mit dem Umbau der Strecke zu einer leistungsfähigeren Dampfstraßenbahn. Am 28. Juli 1908 wurde das Unternehmen durch Dai Nippon Kidō (大日本軌道) aufgekauft, einem von Amenomiya gegründeten Straßenbahnkonzern. Zwei Wochen später, am 11. August 1908, war der Umbau abgeschlossen; dazu gehörte auch die Umspurung auf zweieinhalb Fuß (762 mm).
1918 begann der Bau einer weitgehend parallel verlaufenden Abkürzungsstrecke der Tōkaidō-Hauptlinie von Kōzu über Odawara und Atami nach Numazu. Dem Konzern Dai Nippon Kidō war bewusst, dass die Atami-Bahn bald nicht mehr konkurrenzfähig sein würde und verkaufte sie deshalb am 1. Juli 1920 an den Staat. Die Fahrgastzahlen stiegen vorübergehend stark an, was vor allem darauf zurückzuführen war, dass die Dampfstraßenbahn zahlreiche Arbeiter zur Baustelle des Tanna-Tunnels beförderte. Am 11. Dezember 1922 wurde der Abschnitt Odawara–Manazuru stillgelegt, da er durch ein Teilstück der Tōkaidō-Hauptlinie ersetzt worden war. Das verbliebene Teilstück Manazuru–Atami erlitt am 1. September 1923 beim Großen Kantō-Erdbeben schwere Schäden und wurde nicht wiederaufgebaut, zumal die Stilllegung ohnehin vorgesehen war.

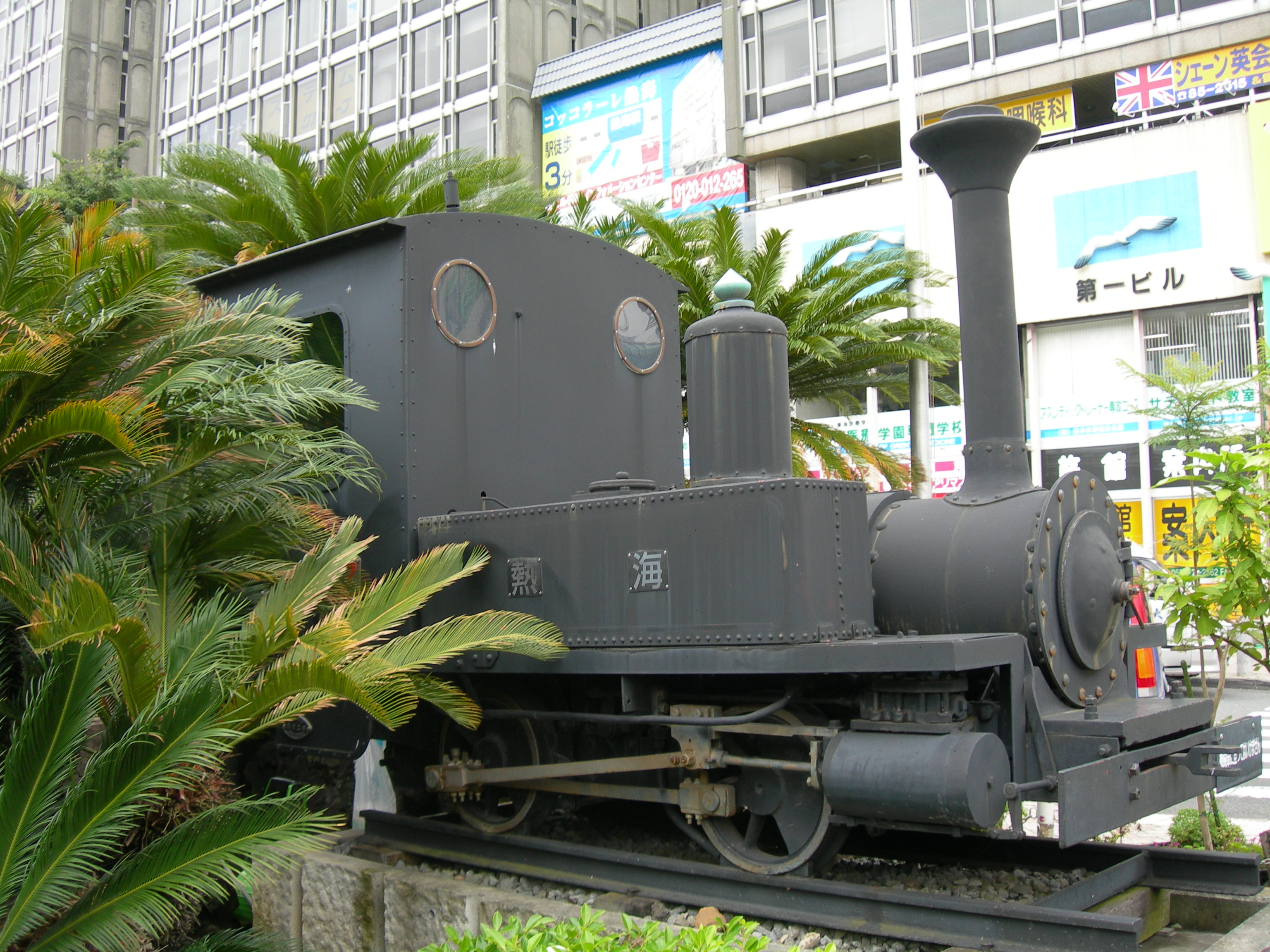
Dampflok vor dem Bahnhof Atami (2008)

An die Dampfstraßenbahn erinnert eine Lokomotive, die auf dem Platz vor dem Bahnhof Atami aufgestellt ist.